# Arseniy Batagov
Arseniy Pavlovytch Batagov (en ukrainien : Арсеній Павлович Батагов), né le 5 mars 2002 à Berezivka en Ukraine, est un footballeur ukrainien évoluant au poste de milieu de terrain à Trabzonspor.

## Biographie

### En club
Né à Berezivka en Ukraine, Arseniy Batagov est formé au FK Dnipro avant de rejoindre le SK Dnipro-1. Le 27 mai 2019, à 17 ans, Batagov signe un nouveau contrat avec le SK Dnipro-1, d'une durée de trois ans.
Le 1er juillet 2022, Arseniy Batagov rejoint le Zorya Louhansk. Il signe un contrat courant jusqu'en juin 2025.
Batagov inscrit son premier but pour le Zorya Louhansk le 4 juin 2023, lors d'une rencontre de championnat face au FK Mynaï. Titularisé, il participe à la victoire de son équipe par trois buts à zéro.

### En sélection
Avec les moins de 17 ans, il inscrit un but contre le Kosovo en mars 2019, lors des éliminatoires de l'Euro 2019 (victoire 0-2).
Arseniy Batagov joue son premier match avec l'équipe d'Ukraine espoirs le 4 septembre 2020, face au Danemark. Il est titularisé lors de cette rencontre qui se solde par un match nul (1-1, éliminatoires de l'Euro). Batagov joue de nombreux matchs rentrant dans le cadre des éliminatoires du championnat d'Europe espoirs, où il officie régulièrement comme titulaire au poste de milieu défensif ou de défenseur central.

## Palmarès
Trabzonspor
- Coupe de Turquie
  - Finaliste en 2025